# Attalomimini
Attalomimini es una tribu de coleópteros polífagos perteneciente a la familia Melyridae. Comprende un solo género: Attalomimus con las siguientes especies.

## Especies
- Attalomimus bicoloratus	Wittmer 1976
- Attalomimus cephalotes	Wittmer 1976
- Attalomimus clypeatus	Wittmer 1976
- Attalomimus purpureipennis	Wittmer 1976
- Attalomimus viridis	(Wittmer 1957)